# تشاه كوشك (مقاطعة فارياب)
تشاه كوشك (بالإنجليزية: Mowtowr-e Hay-e Chah Khosk Hur)‏ هي مستوطنة تقع في كرمان في إيران.